# Образователна психология
Образователната психология  (ОП, на английски: educational psychology) е най-общо изследване и изучаване на това как хората учат в учебна среда, тоест това е изследване на методите и способите на учене в образователната среда, още на ефективността на образователната намеса (в образователната система), психологическо изследване на процесите на обучение, както и социалната психология на училищата като организации.
Образователната психология (ОП) се занимава с това как учениците се изучават и развиват (растат), ОП е фокусирана върху постиженията в образованието, занимава се със специфични подгрупи като талантливи деца или деца с увреждания.
Макар че термините „образователна психология“ и „училищна психология“ са използвани (на английски, например) взаимозаменяемо, изследователите и теоретиците в областта най-често са идентифицирани в САЩ и Канада като образователни психолози, докато практиците в училищата и свързаните с училищата места са идентифицирани като училищни психолози. Тази разлика, например, не се прави във Великобритания, където терминът е общ за всички, и това е „образователна психология“.
ОП може в някаква степен да бъде разбрана в отношението ѝ с други дисциплини, тоест ОП е донякъде интердисциплинарна наука. Основно информацията в нея произлиза от психологията, но към психологията в ОП се отнасят други дисциплини и широк кръг от специалности като дизайн на обучението, технология на обучението, развитие на учебния план, организационно обучение (обучение в рамките на организации), специализирано образование (за деца с недъзи) и ръководство на класната стая. ОП едновременно произлиза от и допринася за развитието на когнитивната наука и образователните науки.

## Развитието
За да проучи характерните черти на обучаемите през детството, юношеството, зрялата възраст и напредналата възраст, ОП прокарва теории за човешкото развитие и изследване на етапите от жизненото развитие и промените, които настъпват в умствените способности (познанието), социалните роли, моралните норми и убеждения.

## Индивидуални различия и недостатъци, недъзи
Всеки индивид има личен профил от характеристики, спосоности и предизвикателства (недостатъци, недъзи), които са резултат от ученето и развитието. Те разкриват индивидуалните различия в интелигентността, креативността, когнитивния стил, мотивацията и капацитетът да се обработва информация, както и да се комуникира, общува и свързва, сближава с другите. Най-честите недостатъци в училище на децата са хиперактивното разстройство на липса на внимание (на английски: attention-deficit hyperactivity disorder), неспособност за учене, дислексия и речеви проблеми, заболявания. По-рядки са недъзите като умствено изоставане, загуба на слух, церебрална парализа, епилепсия или слепота. 
Макар че теории за интелигентността са дискутирани от философи от времето на Платон, тестването на интелигентността е изобретение на образователната психология и съвпада с развитието на дисциплината. Продължителни дебати около същността, природата на интелигентността възникват около въпроси като дали интелигентността може да бъде измервана изобщо, и дали трябва да се измерва като единичен фактор, наречен обща, цялостна интелигентност , или факторите са множество (тоест, теорията на Гарнер за многофакторната интелигентност). На практика, стандартизирания инструментариум като Станфорд-Бинет IQ тест и WISC са широко използвани в икономически развитите страни за да се идентифицират децата, които се нуждаят от индивидуално образователно внимание. Децата класифицирани като надарени са често снабдени с ускорена и обогатена учебна програма. От друга страна децата с идентифицирани дефицити могат да бъдат снабден с допълнително, разширено обучение за развиването на специфични умения и способности като например фонологично съзнание, чувство.

## Обучение и възприятие
Различни теории на обучението помагат на психолозите да разберат, предвидят и контролират човешкото поведение. Например, изобретени са математически модели, които предвиждат вероятността учащите да достигнат до верния отговор. Тези математически теории се използват за проектиране на обучението по литература, математика и изучаването на чужди езици.

## Мотивацията
Мотивацията е вътрешно състояние, което активира, ръководи и поддържа, подкрепя определено поведение. Образователната психология изследва мотивацията във връзка с волята на студентите да решат, завършат една задача, тяхното ниво на интерес и вътрешната мотивация, личните поддържани цели, които подтикват тяхното поведение и тяхната вяра в причините за техния успех или неуспех.
Една от разновидностите на атрибутивната теория, развита от Бернард Вайнер , описва как вярата на студентите за причините за техния академичен успехили провал афектират техните емоции и мотивации. Успехът на тест, например, може да бъде приписан на късмет или усилена работа. Теорията предвижда поведението на обучаемите в зависимост от техните отговори.

## Изследователска методология
В Образователната психология се използват два основни вида методи за проучване – количествен и качествен:
1. Количествен метод – съдържа т.нар. фактор за анализа, който се ползва за сумиране на връзките между големи множества от въпроси.
2. Качествен метод – използва се в образованието, с цел да се описват събития, ситуации и процеси на теоретичната значимост.

Психолозите са все по-заинтересовани от начина, по който обучаемите получават, интерпретират, кодират, съхраняват, и обработват информацията.